# Iskucavanje i cizeliranje
Iskucavanje i cizeliranje dvije su međusobno dopunjujuće tehnike umjetničke obrade metala. Kod iskucavanja kovki se metal pričvršćen na sloj smole oblikuje pomoću posebnih dlijeta koja udaramo čekićem, kao kod klesanja ili kovanja. Rezultat rada je plitki reljef no na ovaj način mogu se oblikovati i trodimenzionalni predmeti. Malo je tehnika koje daju tako široku izražajnost a opet su ekonomične i jednostavne.
Kod cizeliranja pak radimo obratno - dok se iskucavanje izvodi sa stražnje strane metalne ploče koju obrađujemo ovdje se radi s prednje strane te se tehnika koristi ili za doradu iskucanih predmeta odnosno lijevanih skulptura ili kao samostalna.

## Značajna djela
Najpoznatiji bi primjeri tehnike bili Tutankamonova zlatna maska, Gundestrupov kotao, te Kip Slobode u New Yorku. U Hrvatskoj se ističu škrinja Sv. Šimuna u Zadru i sove na zgradi Hrvatskog državnog arhiva. Od u Hrvatskoj danas djelujućih umjetnika u ovoj su tehnici značajnija djela ostvarili Hrvoje Ljubić te Ivan Lesiak. Od starijih treba spomenuti Ivu Kerdića, Teodora Krivaka, te Slavka Jurića .

## Povijest
Iskucavanje je pored lijevanja i kovanja jedna od nastarijih tehnika umjetničke obrade metala. Ova se tehnika prakticira duže od 4000 godina.

## Metode rada
Rad započinje izrezivanjem komada metalnog lima na kojem ćemo raditi. Najčešće se za iskucavanje uzimaju zlato, srebro, mjed, bakar, novo srebro, no može se raditi i u čeličnom, aluminijskom, cinkovom, titanovom, niobijevom i kositrenom limu. Metal se prvo otpusti, tj. zagrije do crvenog usijanja te se ohladi, obradi 10 % sumpornom kiselinom kako bi se uklonili vatreni oksidi. Metal se potom ponovo blago zagrije i postavi na smolu, na njega se prenese crtež koji se želi iskucati te se iskucava do željenog rezultata. Rezultat se može potom ponovo zagrijati i opet otpustiti i nastaviti rad ili ploču okrenuti te raditi s prednje strane. Kod rada s kositrom,cinkom i aluminijem metal se nipošto ne grije do usijanja jer se ovi metali tope na toj temperaturi. Također se ne grije ni titanij ili niobij nego se na njima radi od prve, bez neke veće dorade. 

### Alati
Dva osnovna alata su:
- cizelerski čekić i
- punce ili dlijeta, ove pak možemo podijeliti na:
  - one za izbijanje oblika,
  - za izvlačenje linija,
  - za ravnanje,
  - te one za matiranje.

Umjesto posebnog čekića mogu se koristiti i obični čekići, za finiji rad lakši, za grublji teži.
Punce su u pravilu od kaljenog alatnog čelika no mogu biti i od običnog čelika, te drvene (drijen, bambus) ili koštane.

### Recepture za smolu
Varijanta smole primjer 1.:
- 16 dijelova bitumena
- 20 dijelova gipsa
- 4 dijela smole
- 1 dio loja

Varijanta smole 2:
- 1 dio bitumena
- 1 dio ciglenog brašna
- dodati loja do željene konzistencije

eventualno dodati i pčelinjeg voska
Ovo su samo 2 od brojnih varijanti. Ljeti se može dodati nešto više gipsa (ili ciglenog brašna), zimi više loja (ili lanenog ulja) kako bi dobili željenu tvrdoću mase. Pripremljenu smolu se ulije ili u pravokutne plitke drvene kutije ili u posebne polulopte od lijevanog željeza. Metal koji se namjerava obrađivati se zagrije i stavi na pripremljenu masu, po hlađenju se može na zalijepljenu ploču prenijeti crtež koji se želi ( zrcalno preokrenut!), te obraditi. Po potrebi se može metal skinuti sa smole, te ga očistiti i zapuniti nastala udubljenja smolom te raditi s prednje strane.

## Dodatna obrada iskucanih ili cizeliranih predmeta
Iskucani se  predmeti mogu  dodatno uresiti emajlom,patiniranjem ili pozlatom odnosno posrebrenjem.

## Vanjske poveznice
- https://www.ganoksin.com/article/goldsmithing-repousse-chasing/
- http://www.valentinyotkov.com/site/about.htm